# Hrabia Londonderry
Hrabiowie Londonderry 1. kreacji (parostwo Irlandii)
Dodatkowe tytuły: baron Ridgeway, baron Gallen-Ridgeway;
- 1622–1631: Thomas Ridgeway, 1. hrabia Londonderry
- 1631–1641: Robert Ridgeway, 2. hrabia Londonderry
- 1641–1672: Weston Ridgeway, 3. hrabia Londonderry
- 1672–1714: Robert Ridgeway, 4. hrabia Londonderry

Hrabiowie Londonderry 2. kreacji (parostwo Irlandii)
Dodatkowe tytuły: wicehrabia Gallen-Ridgeway, baron Londonderry
- 1726–1729: Thomas Pitt, 1. hrabia Londonderry
- 1729–1734: Thomas Pitt, 2. hrabia Londonderry
- 1734–1765: Ridgeway Pitt, 3. hrabia Londonderry

Hrabiowie Londonderry 3. kreacji (parostwo Irlandii)
Dodatkowe tytuły: wicehrabia Castlereagh, baron Londonderry
- 1796–1821: Robert Stewart, 1. hrabia Londonderry

Następni hrabiowie Londonderry: patrz - Markiz Londonderry